# Синехвостая питта
Синехвостая питта (лат. Hydrornis guajanus) — певчая птица из семейства питтовых.

## Описание
Достигает длины тела от 20 до 23 см и веса от 93 до 106 г. У самцов макушка и бока головы чёрные с широкой светло-жёлтой полосой над глазами. Верх бордового цвета. Низ и хвост тёмно-синие. Крылья чёрно-коричневые с белым пятном на крыльях. В нижней части шеи цвет постепенно переходит в желтоватый оттенок. Синяя лента проходит через верхнюю часть груди. Радужка коричневая. Клюв черный, лапы лилово-розовые. Самка более тусклая, сверху коричневая, а надглазная полоса жёлто-коричневая. Узкая чёрная полоса проходит через верхнюю часть груди, а нижняя сторона светло-жёлтого цвета. 

## Распространение
Обитает на островах Ява и Бали в Индонезии. Населяет субтропические и влажные тропические леса. Иногда встречается и на открытых пространствах, в горах.

## Питание
Рацион в основном состоит из насекомых, в том числе гусениц, термитов, муравьёв и тараканов. Улитки, дождевые черви также употребляются в пищу.

## Размножение
Сезон размножения на Яве длится с января по июнь, большая часть яиц собирается в период с февраля по апрель. Гнездо шарообразной формы имеет диаметр от 19 до 24 см. Состоит в основном из веточек переплетённых с сухими листьями, травинками. Гнездо имеет боковой вход и находится в кустах на высоте двух метров над землей. Откладывают обычно 3-4 яйца. Цвет тускло-белый с красноватыми, коричневыми, бледно-лиловыми и чёрными пятнами, сосредоточенными на широком конце, и серо-пурпурными пятнами под ним. Размер яиц известен только с Явы. Их размеры 24,6-20,5 мм × 18-25,1 мм, вес 6,7 г.